# Bosqueta icterina
La bosqueta grossa o bosqueta icterina (Hippolais icterina), és un ocell passeriforme de la família Acrocephalidae del Vell Món. La paraula icterina procedeix del terme grec ikteros (icterícia) en referència a la seva coloració groguenca. Rep el nom de buscareta, trencacimals o 'esgarracimals al País Valencià.

## Distribució i hàbitat
Cria en la major part del continent Euro-asiàtic occidental, excepte a la zona mediterrània on és desplaçat pel Hippolais polyglotta. La seva àrea de distribució s'estén per Europa des del nord-est de França a través de Suïssa i el sud-oest d'Escandinàvia cap a l'est, a les muntanyes del nord-est, fins al Massís de l'Altai. És un au migratòria de llarga distància que passa l'hivern a l'Àfrica subsahariana.
Aquest petit passeriforme es troba en boscos oberts amb sotabosc d'arbusts, a més de parcs, jardins i zones de muntanya baixa,
 sovint prop de l'aigua.

## Descripció
És un ocell de petita grandària, mesura 12-13,5 cm i té un pes de 14-20 g. El seu aspecte és molt similar a la bosqueta vulgar. Els adults tenen l'esquena d'un to marró verdós, amb les ales una mica més pàl·lides i les parts inferiors de color groguenc. El bec és lleugerament ataronjat, fort i punxegut, i les potes són grises blavoses. Tots dos sexes tenen el mateix aspecte, com la majoria dels seus parents, i les aus joves presenten la panxa de color més pàl·lid.
El seu crit més comú és un «tec tec» agut, encara que produeix una varietat de sons major i és capaç d'imitar el cant d'altres aus.

### Reproducció

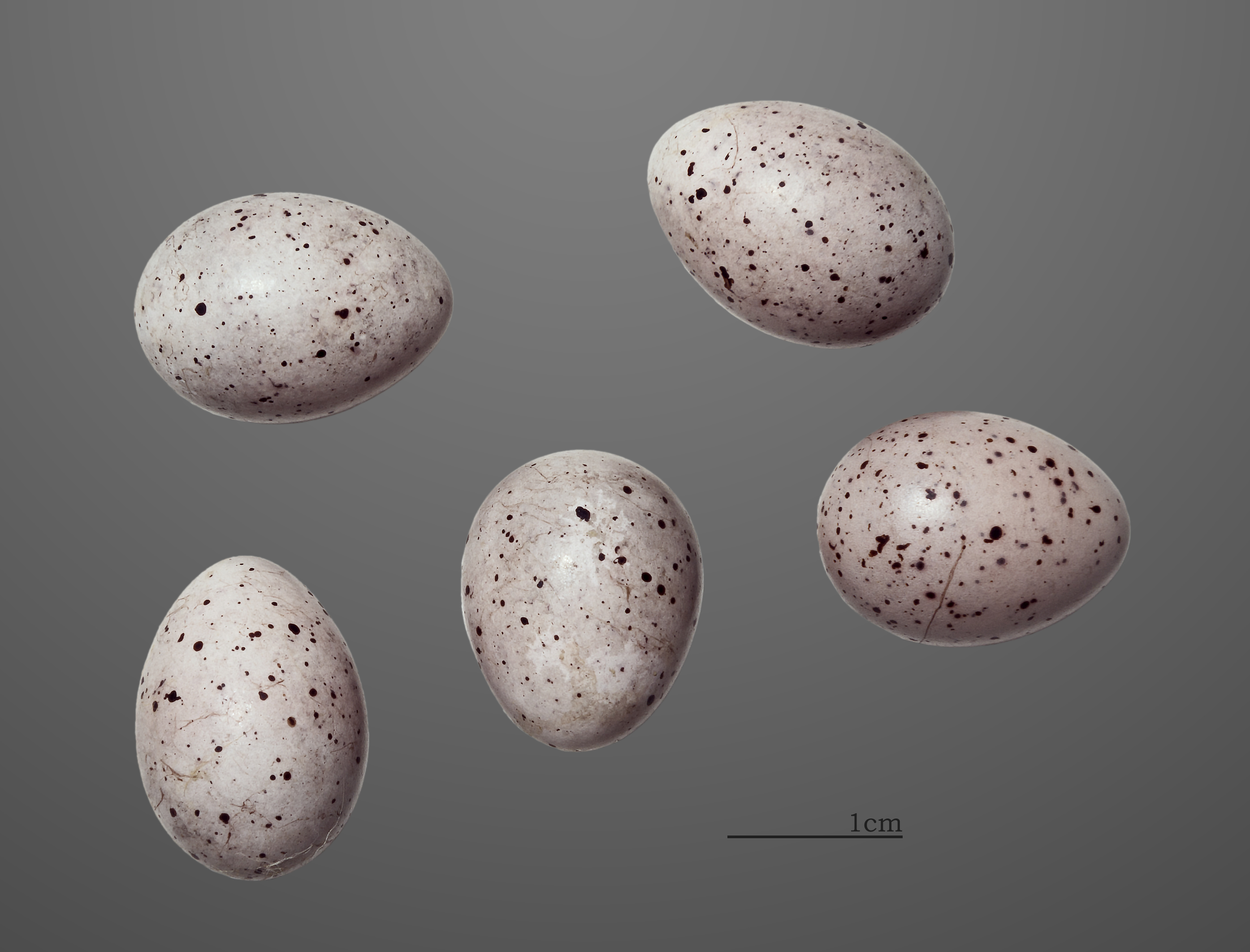
Hippolais icterina

La seva temporada de cria principal és de maig a juliol. Construeix el seu niu amb rametes i herbes entreteixides, en nius amagats en els arbres o arbustos. La femella posa de 4 a 6 ous de color rosat amb taques negres. Els ous són incubats de 12 a 14 dies per tots dos progenitors. Els pollastres romanen de 12 a 13 dies al niu. Els joves aconsegueixen la maduresa sexual a l'any.